# Bibbia di Ginevra
La Bibbia di Ginevra (in inglese: Geneva Bible) è una traduzione inglese della Bibbia, una delle più importanti dal punto di vista storico-religioso, pubblicata per la prima volta nel 1560. Di matrice calvinista, fu il testo principale del protestantesimo inglese del XVI secolo. Fu utilizzata da William Shakespeare, Oliver Cromwell e dai suoi soldati (nella versione Bibbia tascabile del soldato), John Knox, John Donne e altri, e arrivò in America tramite i pellegrini puritani della Mayflower.
Fra le caratteristiche che rendono significativa questa edizione dal punto di vista tecnico e filologico c'è l'essere stata la prima Bibbia stampata meccanicamente e in serie, e resa direttamente disponibile al pubblico, insieme a una serie di ausili fra cui citazioni e riferimenti incrociati, introduzioni riassuntive per ogni libro, tabelle, xilografie illustrative, mappe e indici.

La traduzione della Bibbia di Ginevra era più d'impatto di quella della Grande Bibbia, il che fu uno dei motivi per cui la ginevrina divenne così popolare. 

## Storia

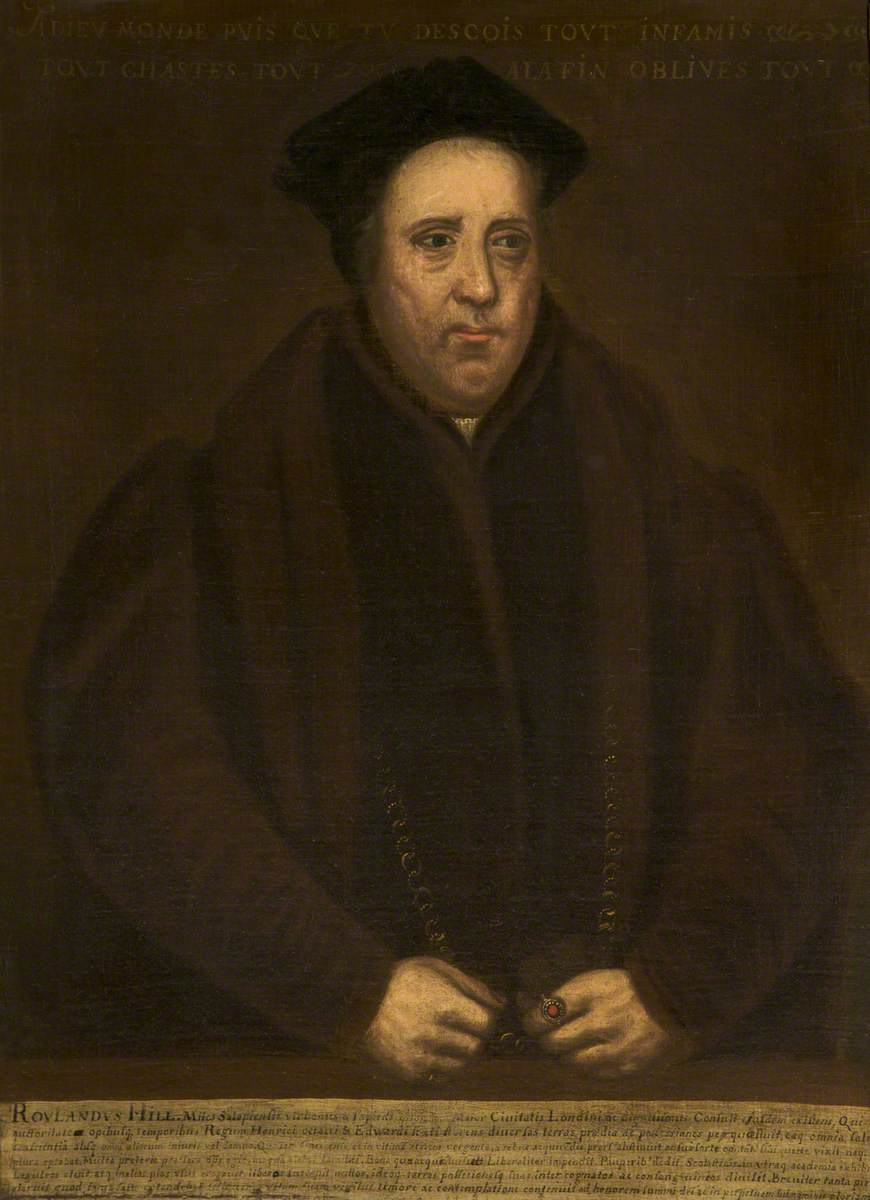
Rowland Hill, editore della Bibbia di Ginevra

La Bibbia di Ginevra seguì la Grande Bibbia, la prima traduzione inglese autorizzata dalla Chiesa d'Inghilterra della Bibbia.
Durante il regno della regina Maria I (1553-1558), che tentò di riportare l'Inghilterra al cattolicesimo, molti eminenti protestanti fuggirono in Svizzera, che era nel pieno della conversione al protestantesimo calvinista sotto la guida di Giovanni Calvino. Fra loro, c'era William Whittingham, che guidò il team di traduzione di una nuova Bibbia protestante, in collaborazione con Myles Coverdale, Christopher Goodman, Anthony Gilby, Thomas Sampson e William Cole, molti dei quali in seguito divennero figure di spicco nella controversia sui paramenti. In particolare, Whittingham si occupò del Nuovo testamento, mentre Gilby supervisionò il Vecchio.
La prima edizione venne pubblicata in Svizzera nel 1560 da Rowland Hill, mentre in Inghilterra venne pubblicata rispettivamente nel 1575 (solo Nuovo testamento) e nel 1576 (edizione completa). Fino al 1644, ne furono stampate almeno 150 edizioni. La Bibbia di Ginevra si rivelò particolarmente attraente per gli scozzesi: stampata nel 1579, fu la prima Bibbia inglese stampata in Scozia e venne emanata una legge speciale che imponeva a ogni famiglia che ne fosse in grado di acquistarne una copia.
Le edizioni dal 1576 in poi contenevano il Nuovo testamento rivisto da Laurence Tomson, mentre quelle successive al 1599 contenevano il commento all'Apocalisse di Franciscus Junius.
L'apparato di note e glosse della Bibbia di Ginevra ne connotava il carattere fortemente calvinista e puritano. Per questo motivo, la fu avversata dagli esponenti dell'High Church d'Inghilterra, in particolare per il suo supporto al presbiterianesimo contro l'episcopalismo. Per questo motivo, furono commissionate traduzioni alternative per cercare di sostituirla: prima la poco riuscita Bibbia dei Vescovi da parte di Elisabetta I e poi la Bibbia di Re Giacomo di Giacomo I, che divenne il testo standard del culto anglicano.

## Traduzione e formato

### Base testuale
La Bibbia di Ginevra è stata la prima traduzione inglese basata interamente sugli originali greci, ebraici e aramaici piuttosto che sulla Vulgata latina. Sebbene per lo più sia una revisione del lavoro di Tyndale, i traduttori della Bibbia ginevrina completarono il lavoro che Tyndale dovette lasciare interrotto dopo essere stato imprigionato.

### Formato
Divisione in capitoli e versi
La Bibbia di Ginevra fu la prima a usare la numerazione dei versetti di Robert Estienne.
Font

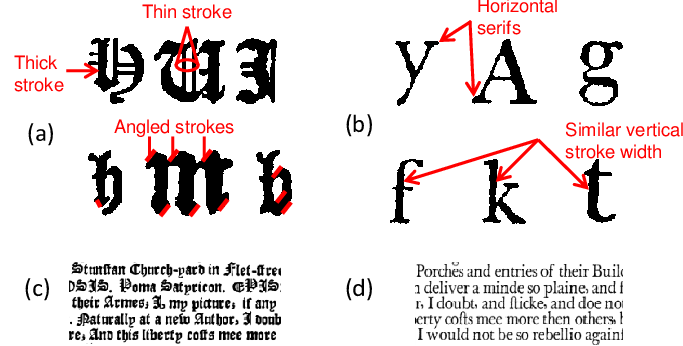
Esempio di caratteri e testo in Blackletter (sinistra) e Roman (destra)

La Bibbia di Ginevra usava il carattere Roman, più pulito e leggibile dell'allora popolare carattere gotico. Sebbene oggi il Roman sia il carattere standard delle pubblicazioni, all'epoca faticò ad affermarsi. Dopo la ginevrina, la successiva edizione della Bibbia inglese a usarlo fu la Bibbia di Douay-Reims del 1582.
Apparato di note
L'apparato di note e glosse era una delle principali caratteristiche della Bibbia di Ginevra. Era principalmente opera di Laurence Tomson, che si basò su quello di Olivetano, a sua volta derivato da quelle di Joachim Camerarius. Inizialmente limitato ai Vangeli, dal 1576 vennero aggiunto anche alle epistole, basandosi sull'edizione della Bibbia di Beza commentata da Olivetano. Nel 1599 le glosse originali dell'Apocalisse, di John Bale e Heinrich Bullinger, furono sostituite da quelle di Franciscus Junius. L'apparato di note della Bibbia di Ginevra, fortemente anti-cattolico, fu una delle influenze dello storico protestante John Foxe nella stesura del suo Libro dei Martiri.
Misure

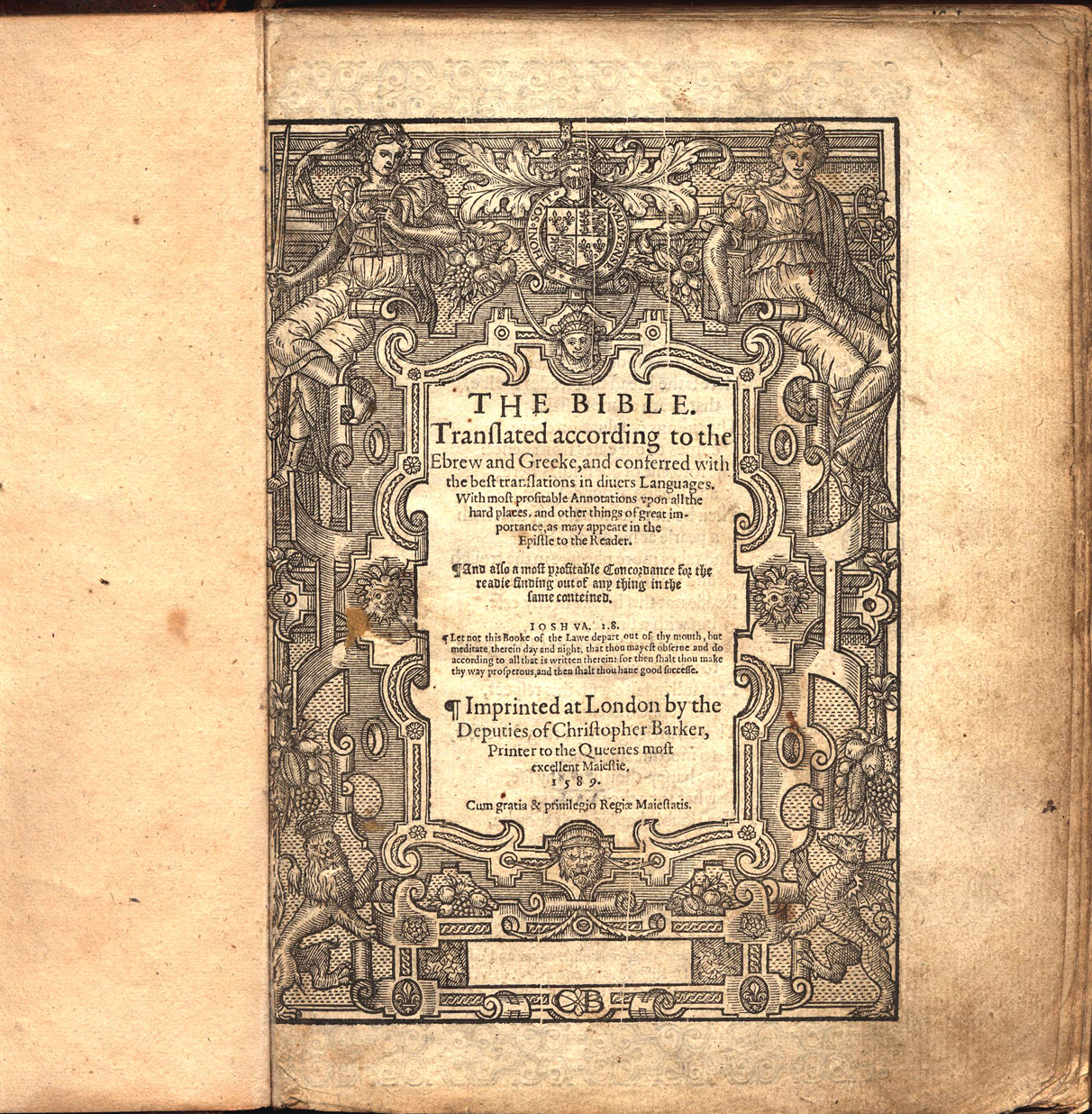
Frontespizio dell'edizione del 1589

La prima edizione fu stampata in quarto, ma nel corso degli anni furono stampate versioni in diversi formati, dalle grandi edizioni in folio fino a quelle tascabili in ottavo o addirittura in trentaduesimo (70x39 mm). La grande varietà di edizioni corrispondeva a un'altrettanto grande varietà di prezzi, che contribuì alla sua diffusione anche presso le classi popolari: si stima che le edizioni più economiche della Bibbia di Ginevra costassero meno di una settimana di paga di un operaio apprendista, un prezzo quasi nullo per gli standard dell'epoca.
Illustrazioni
La Bibbia di Ginevra era riccamente illustrata da una serie di xilografie. Oltre a quelle figurative, erano presenti anche mappe e tavole esplicative che indicizzavano nomi, argomenti e versetti. Ogni libro era preceduto da un indice che fungeva anche da introduzione e riassunto, e ogni capitolo da un indice dei versetti più importanti. Mentre questi contenuti extra mancavano dalle edizioni più piccole o meno pregiate, quelle di lusso includevano anche illustrazioni speciali, come una di Adamo ed Eva con acconciature elisabettiane, compresi, per Adamo, i tipici baffi e barba.

## Bibbia dei Calzoni
La Bibbia di Ginevra venne soprannominata Bibbia dei Calzoni (in inglese: Breeches Bible) per la sua traduzione unica della Genesi 3.7, che recita: "Allora entrambi aprirono gli occhi, e seppero che erano nudi, e cucirono delle foglie di fico per farsene dei calzoni". Il termine non era usato né nella Bibbia di Tyndale, né nella Grande Bibbia né in quella di Re Giacomo, che usarono tutti una variante della parola "apurns", ovvero "grembiule, copertura".
Si riportano di seguito le versioni originali a confronto, tratte dalla Tyndale, dalla ginevrina e dalla giacomina:
| Bibbia di Tyndale And the eyes of both them were opened that they vnderstode how that they were naked. Than they sowed fygge leves togedder and made them apurns. | Bibbia di Ginevra Then the eies of them both were opened, and they knew that they were naked, and they sewed figge tree leaves together, and made themselves breeches. | Bibbia di Re Giacomo Then the eyes of them both were opened, and they knew that they were naked, and they sewed figge tree leaves together, and made themselves aprons. |

## Bibbia di Ginevra e Bibbia di Re Giacomo

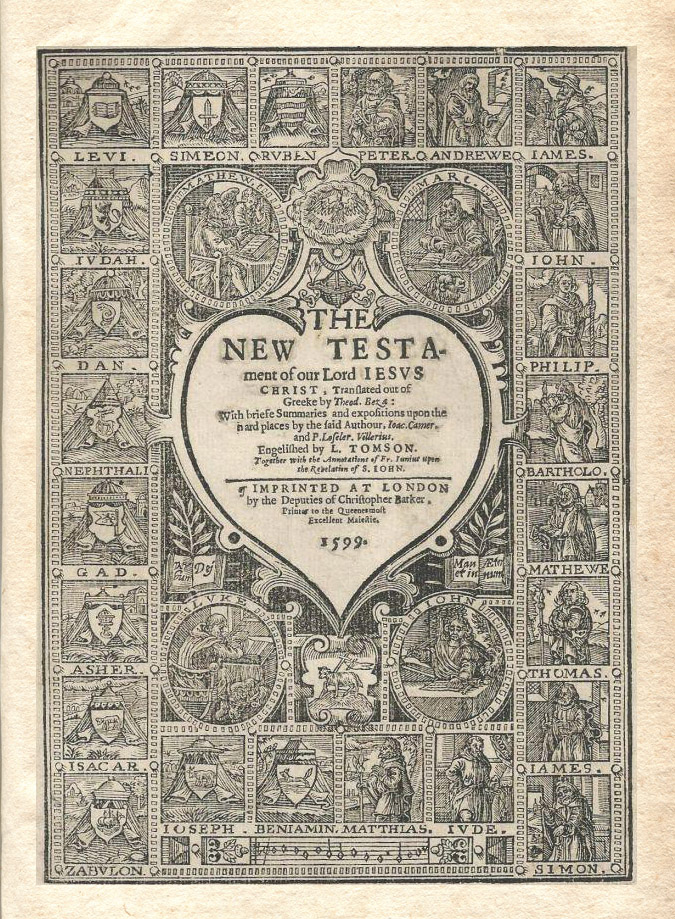
Frontespizio della Bibbia di Ginevra, datato 1599 ma probabilmente successivo, fra il 1616 e il 1625

Malgrado la sua popolarità, la Bibbia ginevrina non incontrò né il favore della monarchia inglese né quello del clero anglicano dell'High Church, perché la traduzione e soprattutto l'apparato di commento vennero giudicati anti-monarchici (in numerosi casi i sovrani venivano indicati come tiranni) e anti-clericale (il commento sosteneva esplicitamente l'inutilità del clero e il governo dei presbiteriani contro quello degli episcopali). Per questo motivo, sia Elisabetta I che il suo erede, Giacomo I, commissionarono una nuova traduzione più aderente alle politiche del clero e della Corona, nel tentativo di sostituire la Bibbia di Ginevra come testo principale d'Inghilterra: le due edizioni furono, rispettivamente, la Bibbia dei Vescovi e la Bibbia di Re Giacomo.
Alla fine, la Bibbia di Re Giacomo (pubblicata nel 1611), nota anche come la Versione Autorizzata, la cui traduzione fu sorvegliata dal re stesso e che mancava del tutto dell'apparato di commento, divenne il testo standard dell'anglicanesimo.
In realtà, all'inizio la giacomina sembrò avviarsi ad essere un altro fiasco come la Bibbia dei Vescovi, ma venne infine imposta al popolo inglese tramite una legge del 1612, che vietò la stampa e la distribuzione del testo ginevrino in Gran Bretagna. Ufficialmente, l'ultima edizione della Bibbia di Ginevra in Inghilterra risale al 1599, ma un editore, Robert Barker, continuò a stamparne edizioni illegali fino a circa il 1625.

## Eredità

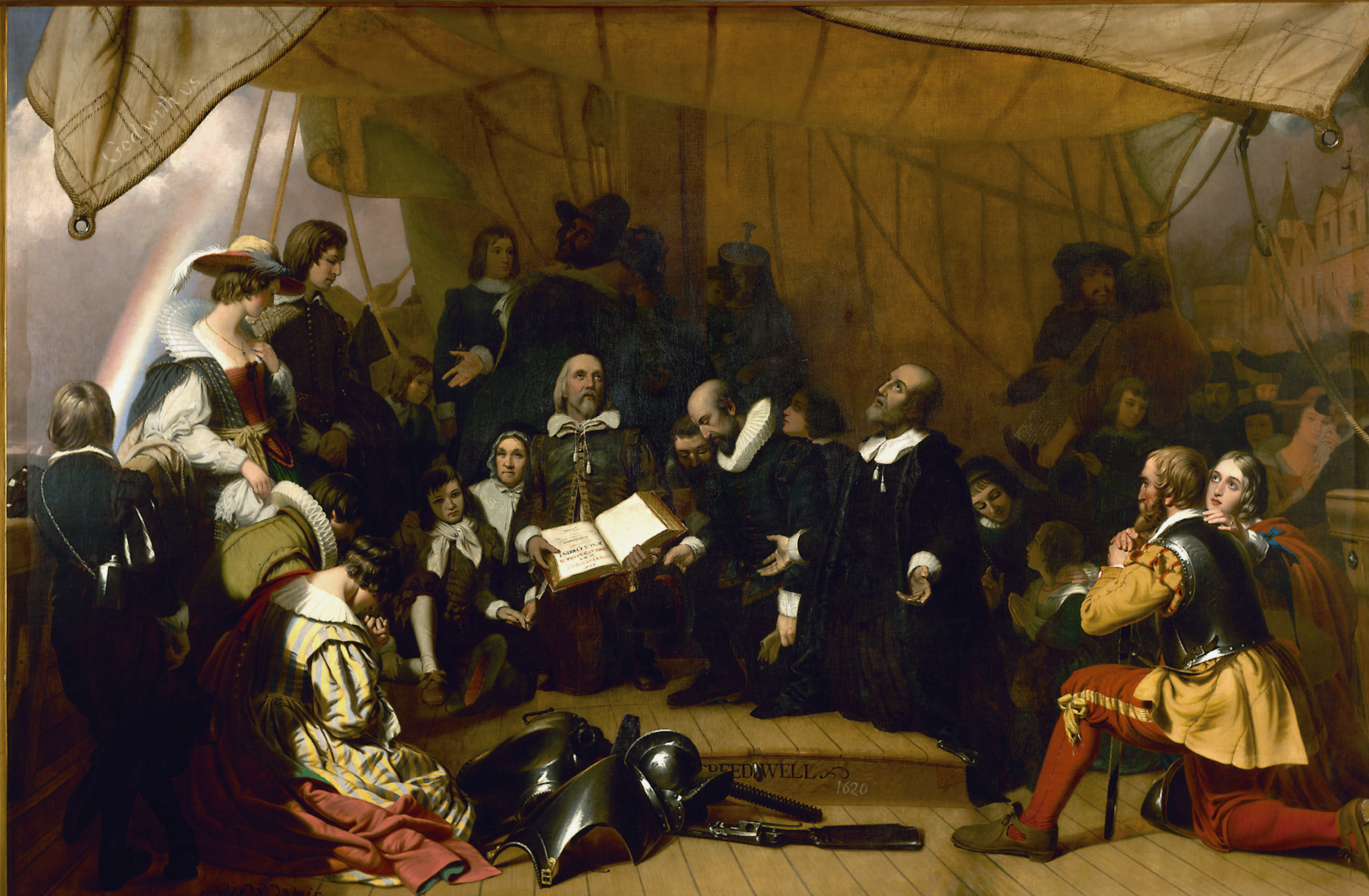
Puritani della Mayflower in rotta per il Nuovo Mondo, portando con loro la Bibbia di Ginevra

Sebbene la Bibbia di Re Giacomo fosse stata creata allo scopo di sostituire quella di Ginevra, la sua traduzione si basa largamente sul testo ginevrino, rivelando che i principali problemi con questa non erano tanto il suo testo ma i suoi commenti allo stesso. Stime calcolano che circa il 20% del testo della versione di Re Giacomo sia ripreso direttamente da quella ginevrina.
La Bibbia di Ginevra in ogni caso continuò a vivere nel Nuovo Mondo, essendo l'edizione principale che i pellegrini puritani della Mayflower portarono con loro in America, superando le altre versioni di tale misura che lo storico tedesco Leopold von Ranke osservò che "virtualmente, l'America è stata fondata da Calvino".

### Versione del 2006
Nel 2006, la Tolle Lege Press, come parte di un progetto di restauro della Bibbia di Ginevra del 1599, ne ha rilasciato una nuova edizione con una grafia inglese modernizzata, mentre sono stati mantenuti i riferimenti incrociati e l'intero apparato di commento. È stato invece aggiunto un glossario di termini inglesi ormai desueti ma usati nel testo. Il progetto è stato guidato da una selezione di figure religiose protestanti e studiosi accademici.